# Évacuations causées par la guerre de Gaza
À la suite du déclenchement de la guerre de Gaza, de nombreux pays ont évacué leurs citoyens d'Israël et de Gaza ainsi que des zones sous le contrôle de l'Autorité palestinienne. Israël a également évacué de nombreux citoyens de certaines zones, proches de Gaza ou des survivants des zones attaquées le 7 octobre 2023.
Le 13 octobre 2023, l'armée israélienne ordonne à la population palestinienne d'évacuer la moitié nord de Gaza.  En trois mois, un million de personnes ont quitté la ville et 300 000 autres y sont demeurés, en particulier les plus pauvres, ceux qui peinent à se déplacer ou qui veillent sur des parents âgés.

## Chronologie

### Octobre 2023
Peu de temps après les attaques du 7 octobre, Israël évacue de nombreuses localités touchées par les attaques, plaçant les évacués dans des hôtels et des appartements situés dans d'autres régions d'Israël. Environ 200 000 personnes sont évacuées des zones frontalières qu'Israël partage avec la bande de Gaza et le Liban. Certaines des zones évacuées comprennent le kibboutz de Kfar Aza qui a été attaqué et situé à environ 2 km de la bande de Gaza, ainsi que le kibboutz de Sasa, à environ 3 km de la frontière libanaise. Des appartements donnés aux civils évacués étaient initialement destinés aux réfugiés ukrainiens fuyant la guerre russo-ukrainienne, mais certains ont ensuite été réutilisés.

### Novembre 2023
Le 1er novembre, 33 Brésiliens sont évacués de Cisjordanie via la Jordanie.
Le 10 novembre, les Brésiliens sont autorisés à quitter Gaza, mais la frontière demeure fermée. Le 12 novembre, les 32 Brésiliens ayant demandé à être évacués ont pu quitter Gaza via l'Égypte,, transportés à bord de l'avion présidentiel VC-2. À leur arrivée à Brasilia dans la nuit du 13 novembre, ils sont accueillis par le président Lula. Lors de cette réception, le président condamna la réponse d'Israël comme étant inhumaine,.

### Mars 2024
Environ 250 000 citoyens israéliens ont été déplacés à cause de la guerre, dont environ 164 000 ont reçu l'ordre ou la recommandation d'évacuer avec une compensation gouvernementale, et 100 000 à 150 000 évacués sans ordre gouvernemental. Beaucoup étaient hébergés dans des hôtels à travers Israël.

### Juillet 2024
Dans le Sud de la bande de Gaza, où se sont réfugiés près de 1,7 million de Gazaouis, l’armée israélienne a classé à partir du 1er juillet en zone rouge les régions orientales de Khan Younès, Rafah et Deir el-Balah. C’est l’une des zones d’opération les plus vastes décrétées depuis le début de la guerre, couvrant environ 23 % de la superficie de l’enclave. Quelque 200 000 personnes sont contraintes de fuir en quelques jours.
Selon Juliette Touma, porte-parole de l’UNRWA, « un même modèle se répète : on force les gens à chercher un abri de nouveau, et ils n’en trouvent pas parce qu’il n’y a pas de refuge sûr à Gaza. Neuf personnes sur dix ont été contraintes de fuir, certaines déjà près de dix fois. »